# Ruta departamental PI-100
La Ruta Departamental PI-100 es una carretera regional peruana que recorre la provincia de Talara, en el departamento de Piura. Tiene una longitud de 35.081 km asfaltados, 7.33 km afirmados y 23.67 km sin afirmar.
La ruta conecta los distritos de Pariñas, Lobitos y El Alto. La carretera empieza en el cruce con la Ruta Nacional PE-1N, en el caserío de La Campana. La carretera pasa por la ciudad de Talara, conectando con las localidades de Lobitos y El Alto, hasta llegar al balneario de El Ñuro, conectándose nuevamente con la Ruta Nacional PE-1N a través del puente Ñuro.